# D-Yikes!
«D-Yikes!» (en España «Bolleras» y en Hispanoamérica «¡Les-bos!») es sexto episodio de la undécima temporada de la serie de animación estadounidense South Park. Se emitió por primera vez en Comedy Central en Estados Unidos el 11 de abril de 2007, en Latinoamérica el 21 de abril de 2007, y en España el 8 de octubre de 2009.
En el episodio, la Sra. Garrison se convierte en lesbiana después de estar frustrada con los hombres. Cuando el bar en que iba con sus amigas está a punto de ser tomada por los dueños persas del club, toma una posición en nombre de salvar el único lugar que le permite ser ella la mujer que es.
El episodio es calificada TV-MA, y parte del episodio es una parodia de la película 300.

## Argumento
Cuando el episodio inicia, la señora Garrison entra enojada a su salón de clase porque el último hombre con la que salió la dejó por preguntarle si fue hombre en el pasado, entonces toma su rabia con sus estudiantes de sexo masculino con una asignación de ensayo durante el fin de semana, por lo que leer El viejo y el mar por Ernest Hemingway en su totalidad. Los chicos enfurecidos por la tarea, Cartman contrata a unos mexicanos desempleados que buscan trabajo, les da para leer el libro y escribir sus ensayos para ellos. Cuando regresan a buscar sus ensayos en la mañana del lunes, se enteran de que a los mexicanos los entendieron mal, y en vez de escribir los ensayos, le escribieron a sus eses, un término de la jerga del español chicano para decir amigo. Mientras tanto, la señora Garrison está llevando a cabo en las curvas cuando conoce a una mujer llamada Allison. Allison le invita a "Les Bos", un bar cercano, pero la señora Garrison se sorprende al descubrir que todo el mundo allí es lesbiana. Allison le pregunta si la señora Garrison había imaginado estar con otra mujer. Después de algunas dudas iniciales, la Sra. Garrison pronto es seducida, y los dos se tienen sexo en tijera.
Más tarde, la nueva relación sexual de la señora Garrison ha mejorado su estado de ánimo, y ella le da a los niños más tiempo con sus ensayos. Ella vuelve a Les Bos y se vuelve sociable con todas las mujeres, pero se sorprende al descubrir que el bar se vendió a los persas, quienes planean convertirlo en un Club de Baile Persa. Poco después, los persas envían un representante a ver a las mujeres en el bar. El representante trata de persuadir a las mujeres que no habrá un cambio real, ya que las lesbianas todavía serán bienvenida. Sin embargo, ya no será únicamente un bar de lesbianas, y estaría decorado con adornos estereotipada persas. La Sra. Garrison comienza a golpear a los testículos del mensajero. Después de que los rendimientos representativos para el club persa, un ejército de sesenta y otros persas se preparan para asaltar el bar, pero no logran derrotar a las mujeres. Los persas sobrante van a ver a su jefe, Rauf Jerjes, que decide manejar la situación personalmente.
Sra. Garrison decide que las lesbianas necesitan un espía dentro del Club Persa, con el fin de encontrar alguna actividad ilegal para usar como chantaje, y contrata a los mexicanos para espiar a los persas. Más tarde, Jerjes llega y trata de razonar con la señora Garrison, incluso ofreciéndole el trabajo de dirigir el club cuando él tome el control. La señora Garrison decidida, le dice a Jerjes que ella sabe el secreto del líder persa, se enteró por los mexicanos - Jerjes es en realidad una mujer. Jerjes se sorprende de que la señora Garrison sepa su secreto, y dice que los otros persas no puede saber, ya que las mujeres no pueden estar a cargo de la cultura persa. Sra. Garrison está de acuerdo, y en un paralelo de su propia seducción por Allison, ella seduce a Jerjes y los dos participan en tijera. Jerjes decide mantener Les Bos, y se ve a sí misma en el bar. Más tarde la Sra. Garrison les explica a sus alumnos que la escuela ha contratado sustitutos para hacerse cargo de su clase por un tiempo, que resultan ser los mexicanos. Luego los chicos deciden que los mexicanos son mejores maestros que la señora Garrison. Durante la lección de matemáticas, los mexicanos se explica como sumar fracciones, cuando Kyle comenta: "Creo que estoy aprendiendo algo".